# Jonathan Dayton
Jonathan Dayton (16 de outubro de 1760 — 9 de outubro de 1824) foi o mais jovem signatário da Constituição dos Estados Unidos. Foi o quarto Presidente da Câmara dos Representantes dos Estados Unidos. Mais tarde foi senador por Nova Jérsei (1799-1805).
Era membro da Igreja Presbiterianista. Dayton foi preso em 1807 por traição em relação com o complot de Aaron Burr. Nunca foi julgado, mas a sua carreira política ressentiu-se pois não saiu ileso do processo.